# Super Mario Bros. Crossover
Super Mario Bros. Crossover es un videojuego de plataformas de cruce fangame Flash lanzado en Newgrounds el 27 de abril de 2010 de Exploding Rabbit. Se basa principalmente en la jugabilidad de Super Mario Bros. de Nintendo para NES. La única gran diferencia es la capacidad de controlar personajes que debutaron en otros juegos de Nintendo Entertainment System no relacionados con la serie Mario, además de la capacidad de usar "máscaras" de niveles y personajes de otros juegos y plataformas. La última versión disponible (3.1.21) se lanzó el 27 de diciembre de 2013.

## Jugabilidad
Super Mario Bros. Crossover es un Flash juego de plataformas basado en navegador. Los niveles y gráficos del juego son principalmente duplicados de los que se encuentran en Super Mario Bros.; cada uno de los ocho mundos del juego presenta cuatro niveles. En tres de los niveles, el objetivo es llegar a un punto de control para completar el nivel, mientras que el nivel final tiene al jugador enfrentando a Bowser con la esperanza de rescatar a la Princesa Peach. Enemigos como Goombas, Koopa Troopas y Hammer Bros. bloquearán el intento del jugador de superar el nivel con éxito. Como Mario y Luigi, el jugador puede saltar sobre los enemigos para matarlos, usar caparazones de Koopa para derribar enemigos y adquirir potenciadores de bloques especiales que sirven para aumentar la salud, disparar bolas de fuego o permanecer invencible por un corto período de tiempo. Además de completar el nivel, el jugador también puede ganar monedas y puntos, intentando lograr un puntaje alto.
"Crossover" varía esta fórmula agregando varios personajes principales adicionales además de Mario que el jugador puede jugar. De la misma manera que con Super Mario Bros. 2, el jugador selecciona uno de los personajes adicionales al comienzo de cada nivel. Cada personaje, basado en otros juegos clásicos de Nintendo Entertainment System, utiliza diferentes ataques y movimientos relacionados con su juego original, así como su propia música característica. Estos personajes son:
- Link, basado en The Legend of Zelda, usa una espada y un boomerang para atacar a los enemigos. Recolectar potenciadores aumenta la potencia de los ataques de la espada y el alcance de su boomerang. Es el único personaje con cambios de control fundamentales con respecto a su juego original, ya que tiene la capacidad de saltar y empujar su espada hacia arriba y hacia abajo, movimientos que se originaron en Zelda II: The Adventure of Link.
- Mega Man posee el Mega Buster que puede usar para disparar hacia adelante para destruir enemigos, con potenciadores adicionales para aumentar su potencia de fuego, y tiene la capacidad de deslizarse por espacios pequeños. En la versión 1.1, la altura de salto de Mega Man se reduce, pero ahora tiene la capacidad de llamar a Rush, su perro robótico, para que lo ayude en los saltos de altura.
- Samus Aran, de los juegos Metroid, también tiene un cañón de brazo que puede disparar y que gana poder con potenciadores. Samus también puede transformarse en su forma de "bola de morph", rodando por espacios estrechos y plantando bombas. A partir de la versión 1.1, el jugador comienza a jugar como Samus en su Zero-Suit y, al capturar un hongo, obtiene su Power Suit. En la versión 1.2, Samus puede recoger misiles cuando los enemigos son derrotados. Cada ícono de sprite de misil le da a Samus 2 misiles.
- Simon Belmont, el protagonista de los primeros juegos Castlevania, tiene un látigo y puede arrojar hachas a los enemigos, la fuerza de ataque y el número de hachas en la pantalla aumentan con potenciadores adicionales. Tiene la capacidad de doble salto, que no tiene en los juegos originales. Su salto también se modificó para que sea más fácil de controlar que en los juegos originales, pero se puede volver a cambiar en las opciones con el modo Clásico.
- Bill Rizer, uno de los personajes jugables en Contra usa un arma para disparar a los enemigos, lo que aumenta su poder y propagarse con más potenciadores. Puede disparar en 8 direcciones, incluso cuando salta.
- Ryu Hayabusa de Ninja Gaiden se agregó en la versión 1.1. Ryu, como ninja, puede usar una espada y estrellas arrojadizas, y tiene la capacidad de escalar y saltar paredes.
- Sophia the 3rd, el vehículo tanque de Blaster Master, se agregó en la versión 1.2. Las capacidades de Sophia incluyen flotar, aferrarse a paredes y techos y misiles teledirigidos, pero también es el primer personaje con una cantidad limitada de municiones y poder, lo que requiere que el jugador rellene estas capacidades a través de la recolección de enemigos derrotados.[2]
- Luigi, el hermano de Mario de la serie Super Mario Bros., se introdujo en la versión 2.0. Luigi usa su juego de Super Mario Bros.: The Lost Levels, siendo capaz de saltar más alto a costa de una tracción reducida, lo que hace que sea más difícil evitar enemigos y trampas.
- Bass, de Mega Man 10, se introdujo en la versión 2.0 y tiene un juego similar al de Mega Man, pero el cañón de su brazo actúa de manera diferente, pudiendo disparar en 7 direcciones. En lugar de un tobogán, Bass tiene una carrera que es más rápida que la de Mega Man, pero no puede deslizarse por espacios pequeños. Como en Mega Man & Bass, puede hacer doble salto.

En la actualización de la versión 2.0, las máscaras de personajes eran una característica nueva y única que permitía que todos los personajes se vieran diferentes y tuvieran música nueva junto con ellos. Algunas máscaras son del mismo personaje pero de un juego diferente en su respectiva franquicia, mientras que otras son de franquicias completamente diferentes. La actualización 3.0 agregó máscaras de personajes adicionales, modos de renderizado especiales para imitar otros hardware de juegos de computadora anteriores y niveles inspirados en el Super Mario Bros. Special de lanzamiento limitado.

## Desarrollo
El juego fue creado por Jay Pavlina. Zach Robinson, Mathew Valente, et al. realizan un mayor desarrollo. La música se emuló con Game Music Emu de Blargg. Tardó 15 meses en crearse.  Fue escrito usando ActionScript 3 y hecho en Adobe Flash CS5.
El juego se hizo instantáneamente muy popular en Newgrounds, donde se publicó por primera vez. Después de sus primeras seis horas en línea, el juego tuvo 12,000 visitas y había ganado dos premios. Su siguiente actualización, la versión 1.2, lanzada el 15 de diciembre de 2010, incluía Sophia the 3rd como personaje jugable, así como algunas correcciones de errores menores. Las versiones 1.0 y 1.1 se llamaron Super Mario Crossover.
Versión 2.0, lanzada el 9 de febrero de 2012, agregó a Luigi y Bass como personajes jugables. La actualización también permitirá al usuario cambiar entre varias apariencias gráficas que se asemejan a otros juegos de la serie Super Mario Bros., incluidos Super Mario Land 2: 6 Golden Coins y  Super Mario Bros. 3.
El 29 de marzo de 2012, Zach Robinson realizó una encuesta para decidir qué juego entre Super Mario Bros.: The Lost Levels y Super Mario Bros. Special terminará en una futura actualización. Mientras que Super Mario Bros.: The Lost Levels recibió más votos, Jay Pavlina mostró más interés en Special, cuya inclusión en la versión 3.0 estaba programada. Más tarde lanzó The Lost Levels en la versión 3.1, programada como el último lanzamiento importante.
También se creó una versión al estilo Atari de Super Mario Bros. Crossover como una broma del April Fools', pero los gráficos y la música se han incorporado desde entonces a la versión 3.0.
En noviembre de 2014, todos los temas no relacionados con Exploding Rabbit en los foros de Exploding Rabbit se trasladaron a "New Game Plus" en www.new-game-plus.com, un nuevo sitio que no era propiedad de Pavlina. New Game Plus duró tres años hasta que cerró en noviembre de 2017 debido a la falta de fondos para mantener el servidor en funcionamiento.
Se planeó un puerto WebGL del juego bajo la versión 4.0 con una vista previa experimental, pero finalmente se canceló debido a que tenía un trabajo exigente.

### Super Retro Squad/Super Action Squad
En junio de 2012, Exploding Rabbit inició una campaña de Kickstarter para recaudar fondos para Super Retro Squad, un juego inspirado en Crossover. Como todos los elementos de "Crossover" tienen derechos de autor, el desarrollador principal Jay Pavlina reconoció que no podría obtener ningún beneficio del tiempo que dedica a ese juego, por lo que "Super Retro Squad" incluiría personajes originales, arte, y jugabilidad inspirada en los personajes y juegos de Crossover, y sería un esfuerzo comercial. El Kickstarter superó su solicitud inicial de $10,000, recaudando $53,509, y se prometieron características adicionales por haber superado la meta.
A diferencia de "Crossover", "Super Retro Squad" fue creado por un equipo de 6 miembros seleccionados por Jay. El desarrollo de Super Retro Squad comenzó el 1 de octubre de 2012, bajo Unity game engine. El proyecto sufrió muchos cambios, incluidas las imágenes y la mecánica del juego.
En septiembre de 2013, pasó a llamarse Super Action Squad. Su desarrollo fue suspendido indefinidamente.

### Glitch Strikers
En febrero de 2017, Exploding Rabbit anunció que "Super Action Squad" pasó a llamarse "Glitch Strikers", y desde entonces se reanudó el desarrollo del juego. Fue lanzado en Steam como parte de su servicio Greenlight y fue aprobado para su lanzamiento. Glitch Strikers contendrá paquetes de niveles, en los que cada paquete pertenece al entorno/juego de un determinado personaje, comenzando con "Hyper Manni Pals", una parodia de Super Mario Bros. A partir de ahí, todos los demás paquetes de niveles estarán disponibles como contenido descargable en la plataforma Steam. A partir de 2022, no ha habido noticias de nuevos desarrollos y es posible que se haya suspendido indefinidamente nuevamente.

## Recepción
"Super Mario Bros. Crossover" ha recibido una atención positiva por parte de los periodistas de videojuegos. Chris Kohler, de Wired', consideró el juego como una "combinación de 8 bits sorprendentemente reflexiva" y elogió los esfuerzos de Pavlina por "cómo estos seis personajes dispares se sienten como si fueran arrancados de sus propios títulos clásicos de NES, pero encajan perfectamente en los niveles de Mario". Margaret Lyons de Entertainment Weekly llamó a la combinación de personajes con el universo de Mario "un mindfrak para las edades". Dan Ryckert de Game Informer apreció la atención al detalle, tanto de los niveles originales de Super Mario Bros. como de la música y los efectos de sonido de los otros juegos, que estaban presentes en el juego.